# Стални ветрови
Стални ветрови су део опште циркулације атмосфере на планети Земљи и представљају ветрове који дувају током целе године. Њихово формирање и правац дувања зависе од ваздушног притиска и температуре на Земљи. У сталне ветрове убрајају се пасати, антипасати, западни и источни ветрови. Од њих умногоме зависи формирање локалних временских прилика у свету.

## Основни параметри
Ветар је хоризонтално струјање ваздуха које настаје услед разлике у ваздушном притиску. Притисак на Земљи тежи да се изједначи тако што ваздух струји из поља високог (антициклон) према пољу ниског притиска (циклон). Висок притисак је најчешће у вези са областима где је температура нижа (полови), а низак притисак је у областима високе температуре (екватор, повратници). Хладан ваздух је гушћи и тежи, те због тога пропада и струји у приземним слојевима. Топао ваздух је лакши и ређи, па се у процесу конвекционог струјања издиже и струји на висинама.

## Циркулација атмосфере
Циркулација атмосфере на планети земљи одвија се по устаљеним шаблонима који су засновани на кретању ваздуха захваљујући разликама у ваздушном притиску. Таква кретања су хоризонтална и одвијају се из поља високог према пољу ниског ваздушног притиска, при чему настају ветрови.
Кретање ваздуха одвија се у шест кружних ћелија. Између полова и поларника (на обе полулопте) ваздух циркулише у оквиру поларне ћелије. Изнад 60 степени сгш и јгш (у близини поларника) релативно загрејана ваздушна маса се издиже у горњу тропосферу, где се хлади и кондензује. То доводи до појаве падавина. Ваздушне масе се на висинама крећу према половима где се због ниских температура и високог притиска хладе и пропадају. Тако расхлађене крећу се према поларницима где је температура виша, а притисак нижи, затварајући ваздушну ћелију. У поларној ћелији настају источни ветрови.
Између поларника и повратника постоји Ферелова ћелија у којој се одвија циркулација ваздуха. Део ваздушних маса изнад поларника одлази ка полу док, остатак иде према повратницима, где се загрева и пропада. Тако загрејава маса струји назад према поларницима и на судару са поларним ваздушним масама се издиже због ниског притиска и прави круг. У овој ћелији настају западни ветрови.
Хадлијева ћелија је затворена ваздушна петља која егзистира између повратника и екватора. На екватору су температуре веома високе што доводи до загревања ваздуха и његово узлазног кретања. На висини се масе кондензују и излучују се велике количине падавина. Те масе се даље крећу према повратницима где услед високог притиска пропадају. Од повратника се враћају ка екватору затварајући ћелију. Тиме настају ветрови пасати.

## Ветрови
На Земљи дувају четири врсте сталних ветрова чије је кретање условљено распоредом ваздушног притиска и ротацијом планете. То су пасати, антипасати, западни и источни ветрови. 

### Западни ветрови
Западни ветрови дувају од повратника према поларницима, а због ротације Земље правац дувања на северној хемисфери им је југозапад-североисток.